# Степанковский, Владимир Яковлевич
Владимир Степанковский (псевдоним — С. Подолянин) (1885, Подольская губерния — 1957, США) — украинский общественный деятель, публицист.

## Биография

### Ранние годы
Родился в дворянской семье. Некоторое время учился на юридическом факультете Киевского университета. Член Революционной украинской партии, затем перешёл в УСДРП, в 1904 г. — член её Центрального комитета. Перевёл на украинский Манифест коммунистической партии К. Маркса (1905). В 1906 г. был арестован, в следующем году был освобождён и уехал в Австро-Венгрию.
С 1907 г. в эмиграции в Швейцарии, Париже, где в 1909 г. стал соучредитель «Украинской громады», и в 1911—1914 гг. — в Лондоне. Сотрудничал в прессе (киевская «Рада», львовское «Дело»), писал публицистические брошюры.
С началом Первой мировой войны уехал из Лондона в Вену. С мая 1915 г. находился в Лозанне, где основал Украинское бюро (Bureau Ukrainien). Имел обширные связи в государствах Антанты.

### Агент
В апреле 1916 г. под эгидой германского посла в Швейцарии Гисберта фон Ромберга создаётся «Лига нерусских народов России», где Степанковский начинает играть активную роль. C 1 января 1917 по декабрь 1918 гг. Лига получала от германских властей ежемесячно 20 000 марок. Степанковский издавал на австрийские деньги еженедельник «L’Ukraine» (1915—1920) и непериодическую «The Ukraine», а в Берне (в сотрудничестве с Дмитрием Донцовым, отношения с которым у Степанковского впоследствии испортились) — «Korrespondenz der Nationalitäten Russlands» (1916—1917, также на английском и французском языках). В Лиге также сотрудничали: эстонский революционер Александр Кескюла, прибалтийский барон фон дер Рооп, литовский журналист Габри.
В 1917 г. Степанковский, получавший от немцев постоянную зарплату в 3000 швейцарских франков в месяц, разочаровался в Германии и был перевербован британским агентом Гербертом Уайтом. В июле 1917 г. выехал из Швейцарии в Стокгольм, где, получив 5 августа визу в русском консульстве, собирался поехать на Украину, однако 9 августа был арестован контрразведкой Петроградского военного округа и помещён в Кресты, где познакомился со Львом Троцким.
Освобождён после Октябрьской революции, уехал сначала в Лондон, а в январе 1918 г. вернулся в Швейцарию. В мае-июле того же года находился на Украине. В Швейцарии безуспешно добивался признания Великобританией независимости Украины.

### После войны
В середине 1920-х гг. выехал в США, где отошёл от политической деятельности. Жил по адресу 106, 47-я Западная улица, Нью-Йорк. Составитель «Американо-украинского навигационного словаря» (1953), автор воспоминаний (1956).

## Сочинения
- Napoleon und die Ukraine // Ukrainische Rundschau, № 2 (1913).
- The Russian Plot to Seize Galicia. London, 1914.
- The Ruthenian Question. An exposé. London, 1914.
- Russland als Weltreich und Nationalstaat // Ukrainische Rundschau, № 1 (1915). S. 1-4.
- Ukrainische Parteiverhältnisse // Ukrainische Rundschau, № 3 (1915). S. 113—121.